# Four Nations
Die Rugby League Four Nations (aus Sponsoringgründen auch als Gillette Four Nations bezeichnet) waren ein von 2009 bis 2016 stattfindendes Rugby-League-Turnier, das die Tri Nations ersetzte.

## Format und Qualifikation
Die Four Nations waren ein Rundenturnier mit Finale zwischen dem Erst- und dem Zweitplatzierten, an dem vier Nationen teilnahmen. Drei davon standen bereits am Anfang fest (Australien, England und Neuseeland), die vierte variierte. Das liegt daran, dass es kein speziell für die Four Nations geschaffenes Qualifikationsturnier gab. Es qualifizierten sich folgende Mannschaften:
- 2009 qualifizierte sich Frankreich als Gewinner des European Nations Cup 2005.
- 2010 qualifizierte sich Papua-Neuguinea als Gewinner des Pacific Cup.
- 2011 qualifizierte sich Wales als Gewinner des European Nations Cup 2009.
- 2014 fand ein Qualifikationsspiel zwischen Samoa und Fidschi statt, das Samoa 32:16 gewann.
- 2016 qualifizierte sich Schottland als Gewinner des European Nations Cup 2014.

## Bisherige Sieger
| Jahr | Gastgeber             | Sieger     | Ergebnis | Finalgegner |
| ---- | --------------------- | ---------- | -------- | ----------- |
| 2009 | England/Frankreich    | Australien | 46:16    | England     |
| 2010 | Australien/Neuseeland | Neuseeland | 16:12    | Australien  |
| 2011 | England/Wales         | Australien | 30:8     | England     |
| 2014 | Australien/Neuseeland | Neuseeland | 22:18    | Australien  |
| 2016 | England               | Australien | 34:8     | Neuseeland  |